# George Petrovici
George Petrovici (n. 17 iunie 1871, Nădlac, Arad, România – d. 20 iunie 1932, Nădlac, Arad, România) a fost un deputat în Marea Adunare Națională de la Alba Iulia, organismul legislativ reprezentativ al „tuturor românilor din Transilvania, Banat și Țara Ungurească”, cel care a adoptat hotărârea privind Unirea Transilvaniei cu România, la 1 decembrie 1918.

## Biografie
George Petrovici a studiat la Preparandia Română din Arad, pe care a absolvit-o în 1892. În anul școlar 1892/1893 a fost învățător la Vecherd. La Nădlac a predat din 1898 la școala de meseriași (de repetițiune), iar din 1 septembrie 1901 la școala confesională, unde a ajuns prin concurs. La 28 noiembrie 1901 a fost ales director al școlii. Ulterior a devenit subvrevizor școlar.

## Activitatea politică
La 30 octombrie 1918 George Petrovici a avut inițiativa înființării Gărzii Naționale Române din Nădlac, fiind ales în fruntea organizației și al Consiliului Național Român Comunal. În această calitate a fost ales delegat titular la Marea Adunare Națională din 1 decembrie 1918 din partea Cercului electoral Nădlac, județul Cenad. La 27 februarie 1919 Garda Națională Română din Nădlac a fost dezarmată iar Consiliul Național Român Comunal a fost desființat de administrația maghiară, George Petrovici refugiindu-se la Semlac, de unde a revenit în vara lui 1919, după calmarea evenimentelor.
A fost membru al Partidului Național Liberal.